# Diecezja Wa
Diecezja Wa (łac. Dioecesis Vaensis) – diecezja rzymskokatolicka w Ghanie. Kanonicznie erygowana 3 listopada 1959 przez papieża Jana XXIII.

## Biskupi diecezjalni
- kard. Peter Poreku Dery (1960 – 1974)
- Gregory Kpiebaya (1974 – 1994)
- Paul Bemile (1994-2016)
- kard. Richard Baawobr (2016-2022)
- Francis Bomansaan (od 2024)